# M4 SNCB
Pour les articles homonymes, voir M4.
Les voitures M4 sont des voitures de service intérieur, affectées initialement aux trains InterCity, elles sont désormais[Quand ?] quasi exclusivement engagées sur des trains P (renforcement de l'offre en heure de pointe).

## Histoire
Les voitures M4 furent construites à la fin des années 1970. Elles représentaient à l'époque la nouvelle génération, avec les automotrices AM80, les voitures M5 à double étage, ainsi que les locomotives HLE 11, HLE 12, HLE 21 et HLE 27. C'est d'ailleurs avec ces trois dernières qu'elles furent conçues pour rouler en rame réversible. Elles ont aussi assuré la desserte, en traction thermique, de la relation internationale Liège - Luxembourg (ville) pour laquelle certaines locomotives diesel de la série 55 ont été équipées d'une génératrice électrique.
Lors de leur apparition, les voitures M4 inaugurèrent la livrée rouge bordeaux avec une ligne blanche sous les fenêtres.
À partir de la fin des années 1990, elles subirent un programme de modernisation : leur intérieur fut légèrement modifié, bien que la disposition à 2 + 3 sièges en seconde classe fut conservée afin de ne pas réduire la capacité disponible en heure de pointe. À cette occasion, elle reçurent une nouvelle livrée à dominante blanche, à lignes bleues et rouges en bas de caisse et aux portes rouges, dite "new look".
Depuis 2019, la livraison des nouvelles voitures à deux niveaux M7 amortit les voitures M4.

## Services

### Service transfrontalier
Au début, les voitures M4 ont assuré des relations Ostende/Anvers-Central-Courtrai - Lille-Flandres en rame réversible avec une locomotive de la série 12. Pour cette raison, quelques voitures ont été modifiées pour pouvoir circuler sous caténaire 25kV~50Hz. Ces modifications sont visibles par exemple dans le poste de conduite, où un sélecteur de courant est présent. On reconnaît ces voitures à l'adjonction de la mention "F2* Lille" dans le cartouche UIC, une inscription signalétique standardisée au flanc des parois. À la suite du remplacement de ces rames tractées par des AM 96 sur cette relation, toutes les voitures affectées à ce roulement reprirent un service normal.

### Service intérieur

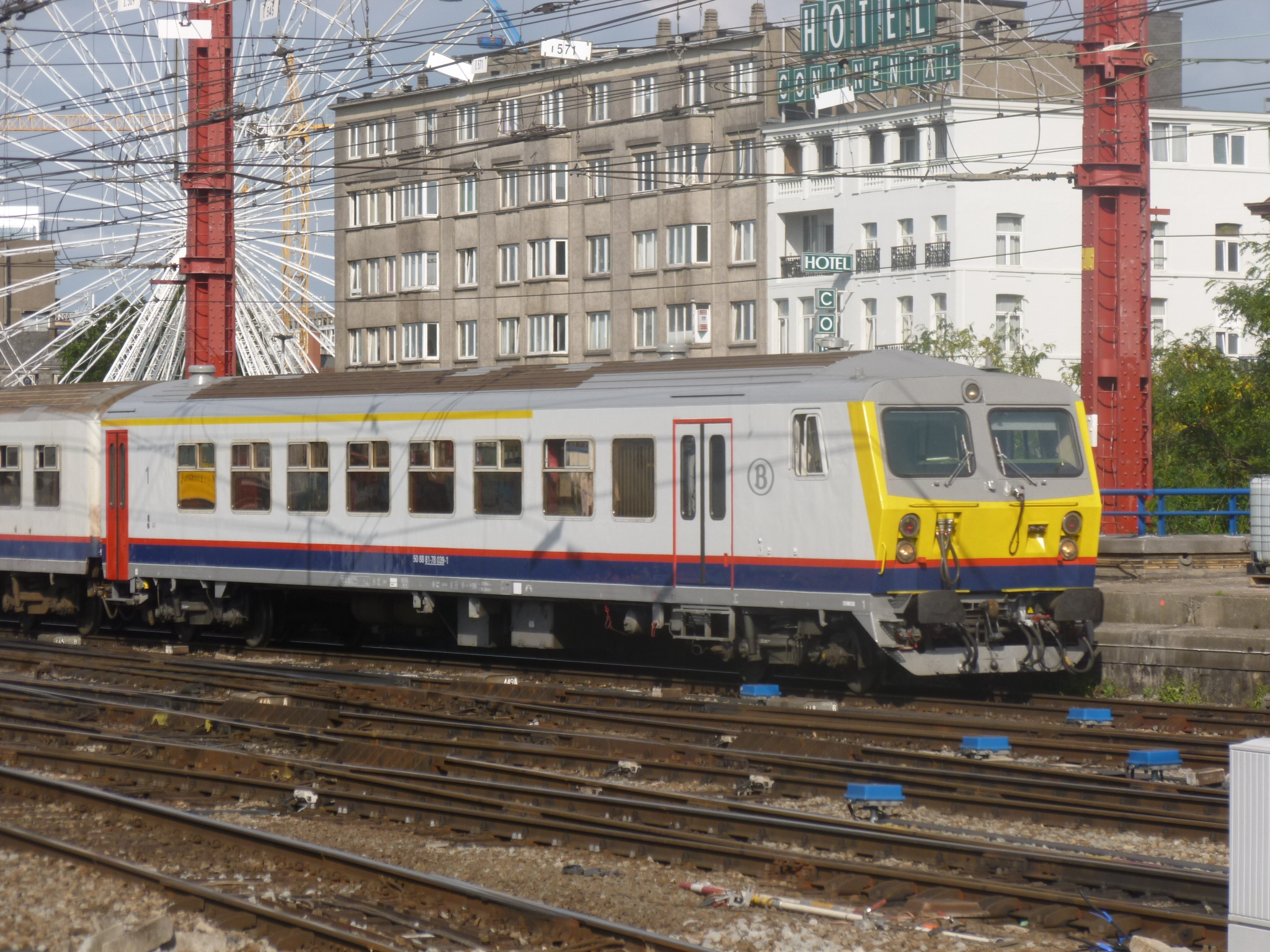
Voiture-pilote M4 en gare de Bruxelles-Midi

Les voitures M4 sont affectées, en service intérieur, aux trains des heures de pointe et à quelques relations InterCity. À partir de 2020, la livraison des voitures M7 devraient permettre d’entamer le retrait des voitures M4
En 2008, elles effectuaient les relations suivantes :
- IC-F : Quiévrain - Mons - Bruxelles - Louvain - Waremme - Liège Guillemins
- IC-H : Mouscron - Tournai - Ath - Bruxelles - Schaerbeek
- IC-P : Gand St Pierre - Saint-Nicolas - Anvers Central
- IR-f : Louvain - Malines - Gand-Saint-Pierre - Courtrai
- Depuis le nouveau plan de transport 2014, elles assurent aussi le train IC-18 : Bruxelles midi - Bruxelles Luxembourg - Ottignies - Namur - Huy - Liège Guillemins - Liège Palais. Elles sont également utilisées sur la ligne IC-11 Turnhout - Lierre - Malines - Bruxelles - Braine-le-Comte - La Louvière - Binche, partageant cette ligne avec des convois de voitures M6, d'automotrices AM doubles et quadruples.

La plupart de ces trains sont assurés en rame réversible. Les voitures M4 sont aussi utilisées pour les heures de pointe (P) par exemple Schaerbeek - Chatelet / Ostende - Bruxelles-Midi.

#### Utilisation actuelle (plan de transport 2019)
Les voitures M4 sont utilisées sur quelques relations InterCity, ainsi que de nombreux trains d'heure de pointe. Elles assurent notamment un grand nombre de trains sur les relations suivantes :
- IC-11 : Binche - La Louvière-Sud - Braine-le-Comte - Bruxelles-Midi - Malines -  Turnhout (uniquement en semaine)
- IC-18 : Bruxelles-Midi - Bruxelles-Luxembourg - Ottignies - Namur - Huy - Liège-Guillemins - Liège-Saint-Lambert (uniquement en semaine)
- IC-22 et IC-31 : Bruxelles-Midi - Malines - Anvers-Central (uniquement en semaine)
- IC-06 et IC-06A : Tournai - Ath - Enghien - Bruxelles-Midi - Brussels-Airport-Zaventem - Bruxelles-Midi - Braine-le-Comte - Mons (uniquement le week-end)
- IC-05 : Charleroi-Central - Bruxelles-Central - Anvers-Central - Essen (uniquement 2 rotations en semaine)
- IC-07 : Charleroi-Central - Bruxelles-Central - Anvers-Central - Anvers-Noorderdokken (uniquement 2 rotations en semaine)
- IC-12 : Louvain - Bruxelles-Central - Gand-Saint-Pierre - Courtrai (uniquement 1 rotation en semaine)
- IC-20 : Tongres - Hasselt - Aarschot - Bruxelles-Central - Alost - Gand-Saint-Pierre (uniquement 2 rotations en semaine)
- IC-30 : Turnhout - Lierre - Anvers-Central (uniquement 1 rotation en semaine)
- IC-21: Luxembourg/Arlon - Namur - Bruxelles-Midi (uniquement 1 rotation le dimanche entre Arlon et Bruxelles-Midi)
- Elles assurent également 2 trains S6,4 trains S10 et 9 trains S3 pour prêter main-forte aux automotrices AM08

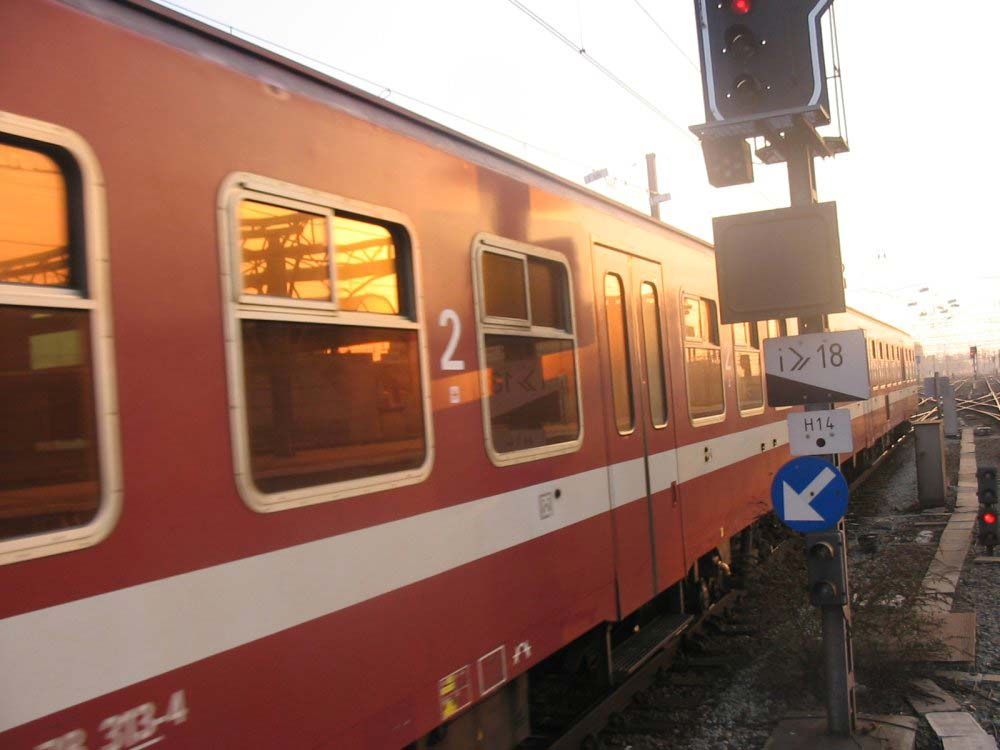
Voitures M4 en livrée bordeaux.
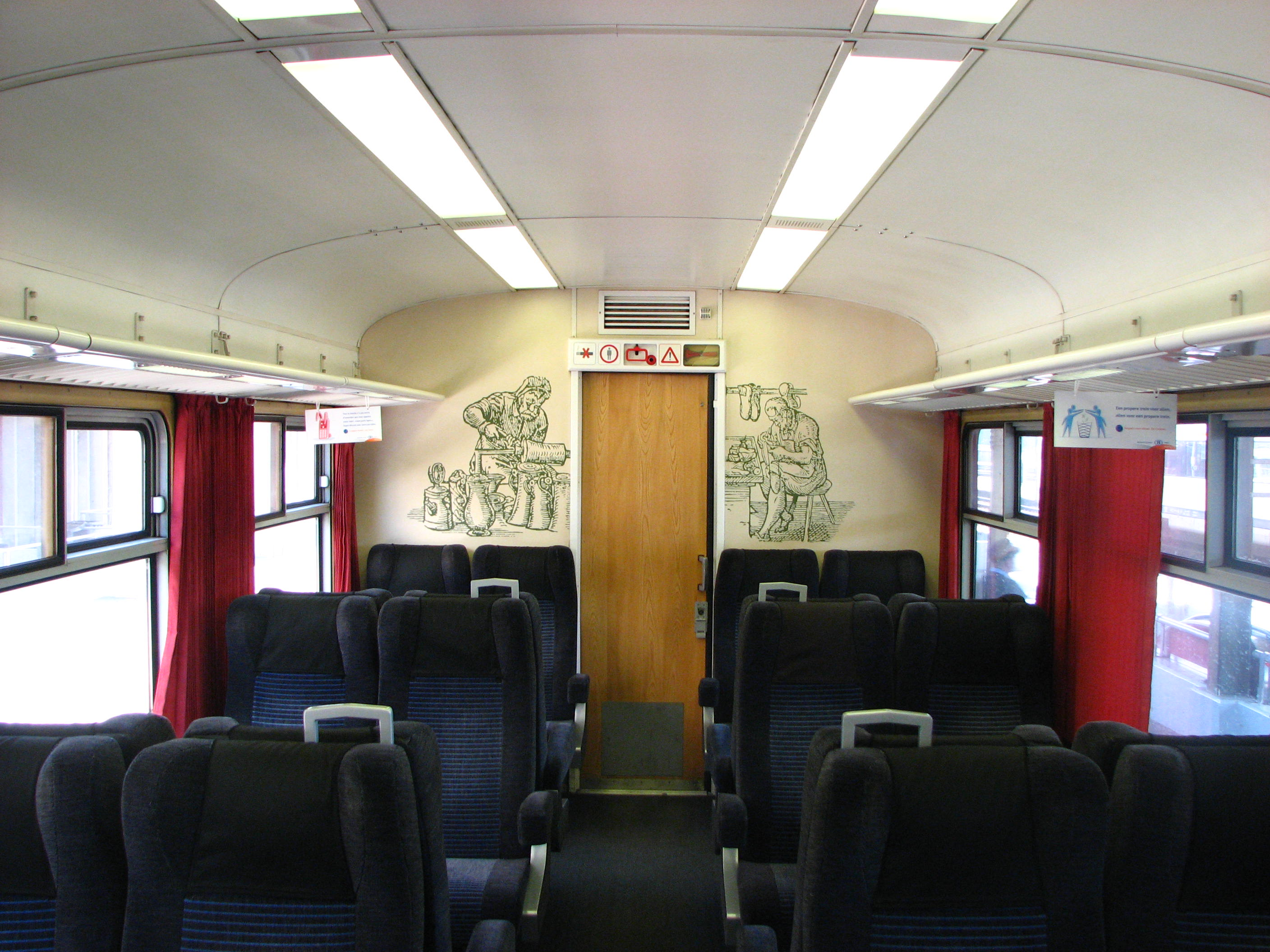
Intérieur d'une voiture rénovée de 1re classe.
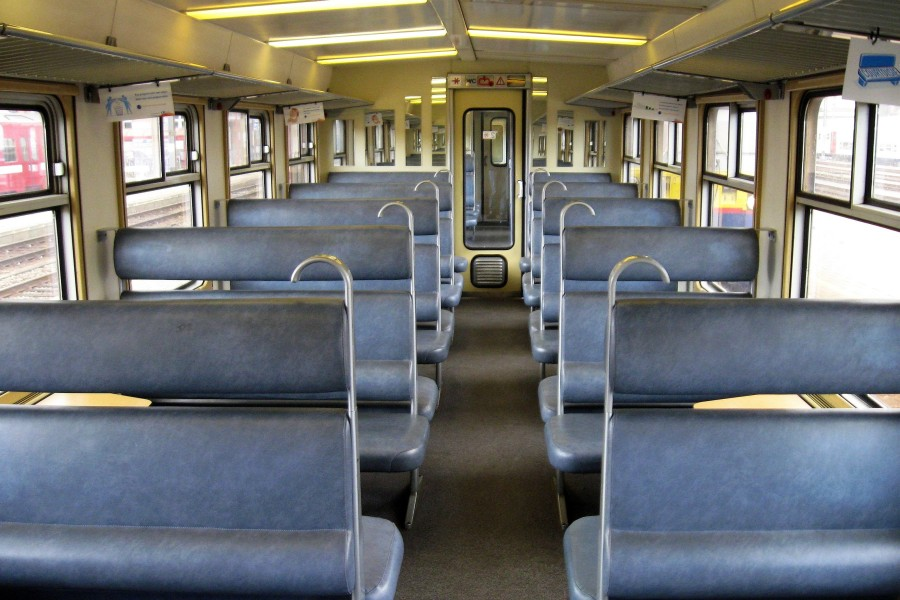
Intérieur d'une voiture rénovée de 2e classe.
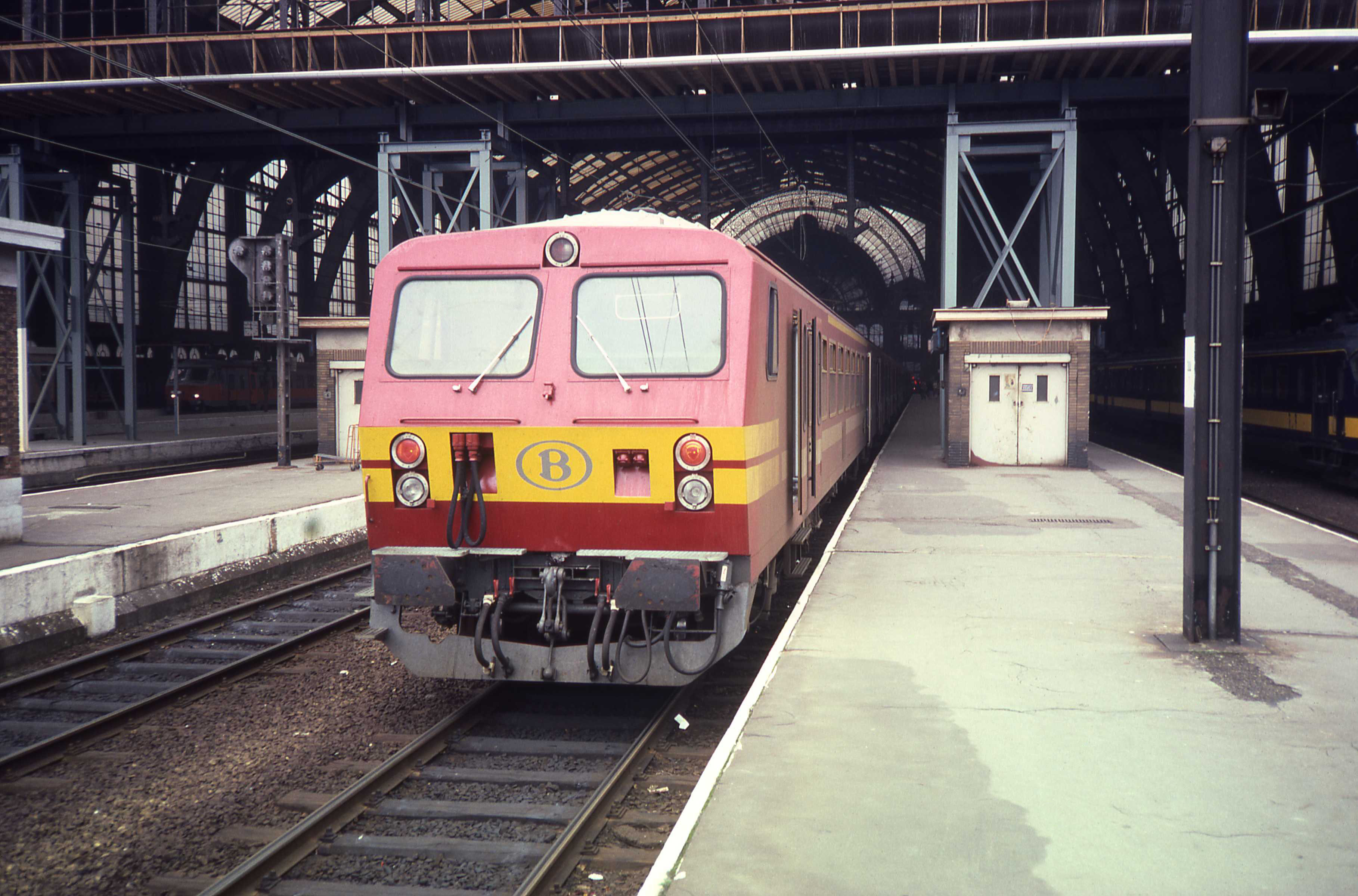
Voiture-pilote en livrée bordeaux.
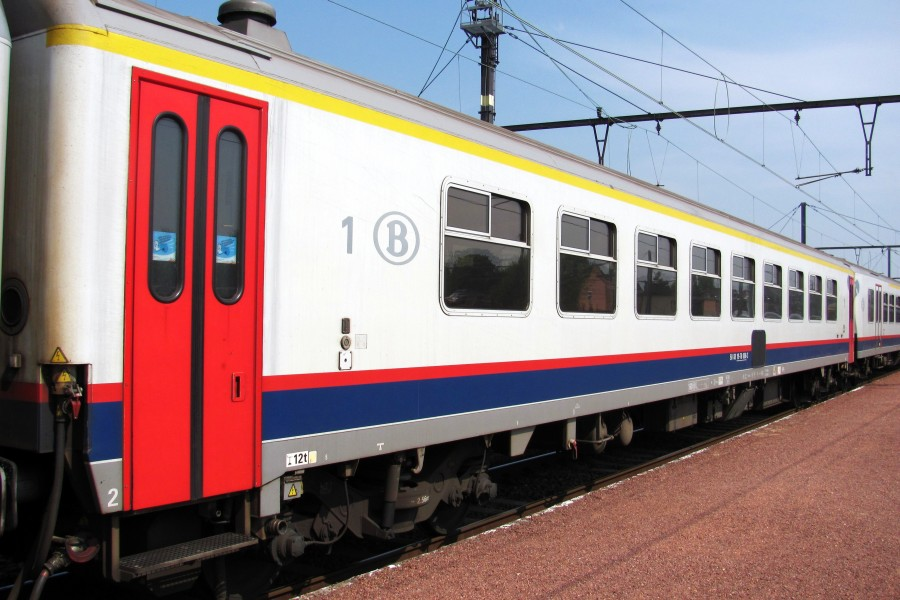
voiture de 1re classe.
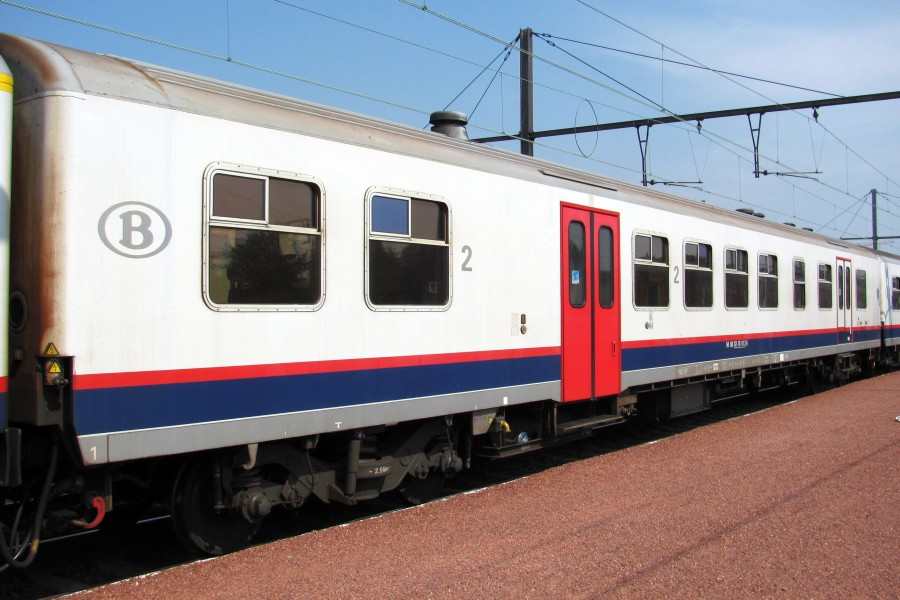
voiture de 2e classe avec compartiment à bagages.

## Effectif et numérotation
Les voitures M4 se déclinent en plusieurs variantes :
- 50 voitures A numérotées 51001 à 51050 (UIC : 50 88 19-78 001 à 050)
- 33 voitures AD numérotées 58001 à 58033 (UIC : 50 88 81-78 001 à 033)
- 32 voitures ADx numérotées 58034 à 58065 (UIC : 50 88 81-78 034 à 065)
- 430 voitures B numérotées 52001 à 52430 (UIC : 50 88 20-78 001 à 430)
- 25 voitures BD numérotées 59901 à 59925 (UIC : 50 88 82-78 001 à 025)
- 10 voitures BDk numérotées 59926 à 59935 (UIC : 50 88 87-78 026 à 035)

## Fin de carrière et préservation
En 2018, une voiture M4 AD, réformée après un accident, a été vendue à un particulier et installée à Pecq où elle doit servir de magasin de trains miniatures.
En 2020, alors que les premières voitures étaient radiées, la SNCB a mis publiquement en vente près de 500 voitures M4 à destination de firmes privées (démolisseurs compris) mais aussi d'éventuels exploitants ferroviaires ou de particuliers.
En décembre 2020 débute la démolition des M4, en commençant par un lot de voitures inutilisées. Elles sont acheminés vers le ferrailleur Ecore à Aubange.
Depuis fin juin 2022, 8 voitures de ce type ont été sauvegardées par le musée Train World.

## Sources